# Tênis de mesa nos Jogos Pan-Americanos de 1999
As competições de tênis de mesa nos Jogos Pan-Americanos de 1999 foram realizadas em Winnipeg, Canadá.

## Eventos
| Evento                        | Ouro                                                    | Prata                                             | Bronze                                                        |
| ----------------------------- | ------------------------------------------------------- | ------------------------------------------------- | ------------------------------------------------------------- |
| Individual masculino detalhes | David Zhuang (USA)                                      | Liu Song (ARG)                                    | Francisco Arado (CUB)                                         |
| Individual masculino detalhes | David Zhuang (USA)                                      | Liu Song (ARG)                                    | Jorge Gambra Said (CHI)                                       |
| Individual feminino detalhes  | Gao Jun Chang (USA)                                     | Lijuan Geng (CAN)                                 | Petra Cada (CAN)                                              |
| Individual feminino detalhes  | Gao Jun Chang (USA)                                     | Lijuan Geng (CAN)                                 | Amy Feng (USA)                                                |
| Equipes masculinas detalhes   | USA Estados Unidos David Zhuang Eric Owens Todd Sweeris | ARG Argentina Liu Song Pablo Tabachnik Juan Frery | BRA Brasil Hugo Hoyama Thiago Monteiro Carlos Kawai           |
| Equipes masculinas detalhes   | USA Estados Unidos David Zhuang Eric Owens Todd Sweeris | ARG Argentina Liu Song Pablo Tabachnik Juan Frery | CAN Canadá Pradeeban Peter-Paul Xavier Therien Horatio Pintea |
| Equipes femininas detalhes    | USA Estados Unidos Gao Jun Tawny Banh Amy Feng          | CAN Canadá Geng Lijuan Chris Xu Petra Cada        | BRA Brasil Eugênia Ferreira Lígia Silva Lyanne Kosaka         |
| Equipes femininas detalhes    | USA Estados Unidos Gao Jun Tawny Banh Amy Feng          | CAN Canadá Geng Lijuan Chris Xu Petra Cada        | CHI Chile Berta Rodríguez Sofija Tepes Silvia Morel           |